# 450 Sutter Street
450 Sutter es un rascacielos de 105 metros de veintiséis pisos en San Francisco, California, terminado en 1929. La torre es conocida por su diseño art déco "neo-maya" del arquitecto Timothy L. Pflueger. El exterior facetado verticalmente del edificio influyó más tarde en Pietro Belluschi en su exterior facetado similar de 555 California Street, el antiguo Bank of America Center completado en 1969.
Los inquilinos del edificio son principalmente oficinas de profesionales médicos y dentales.

## Galería

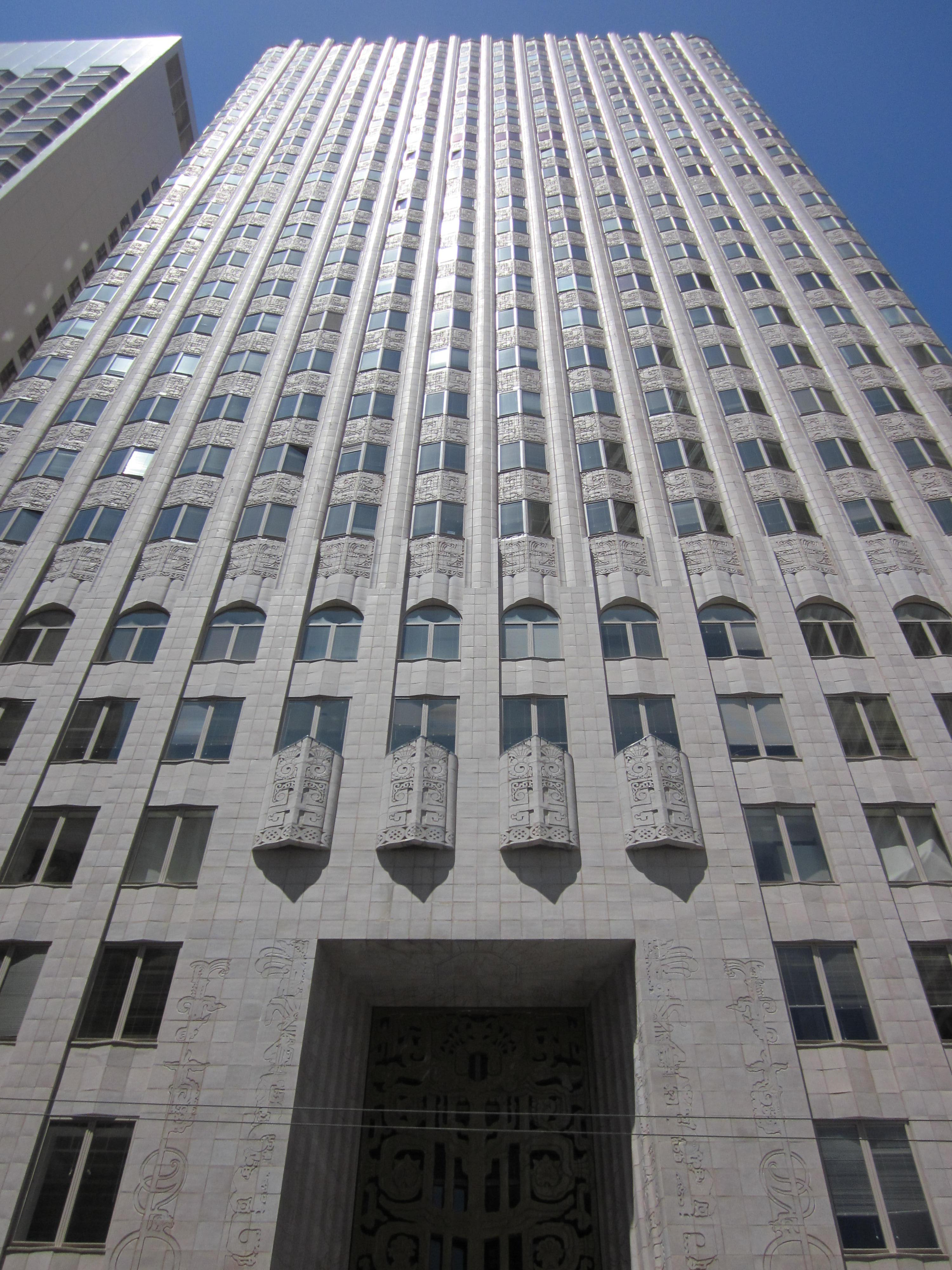
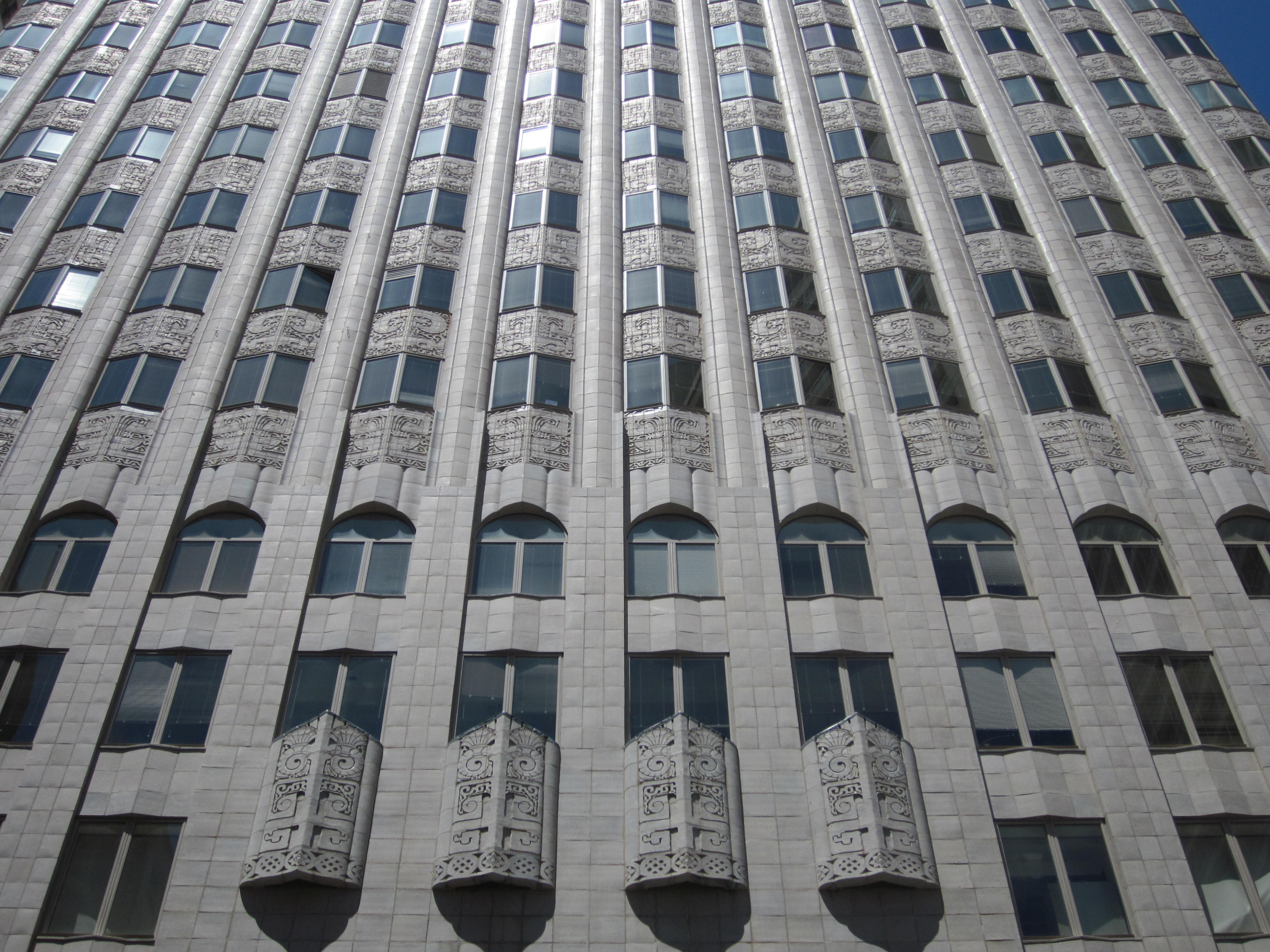
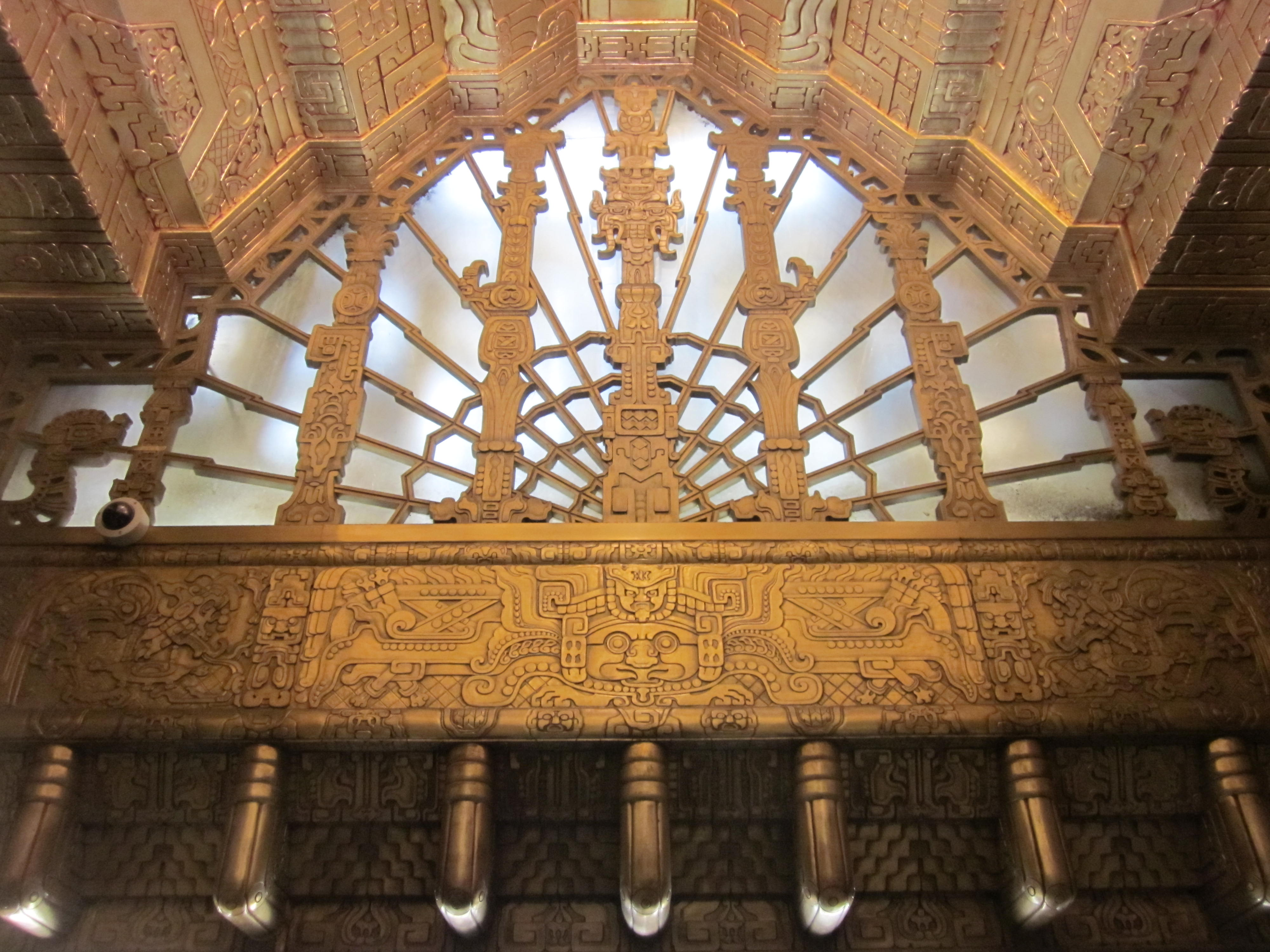
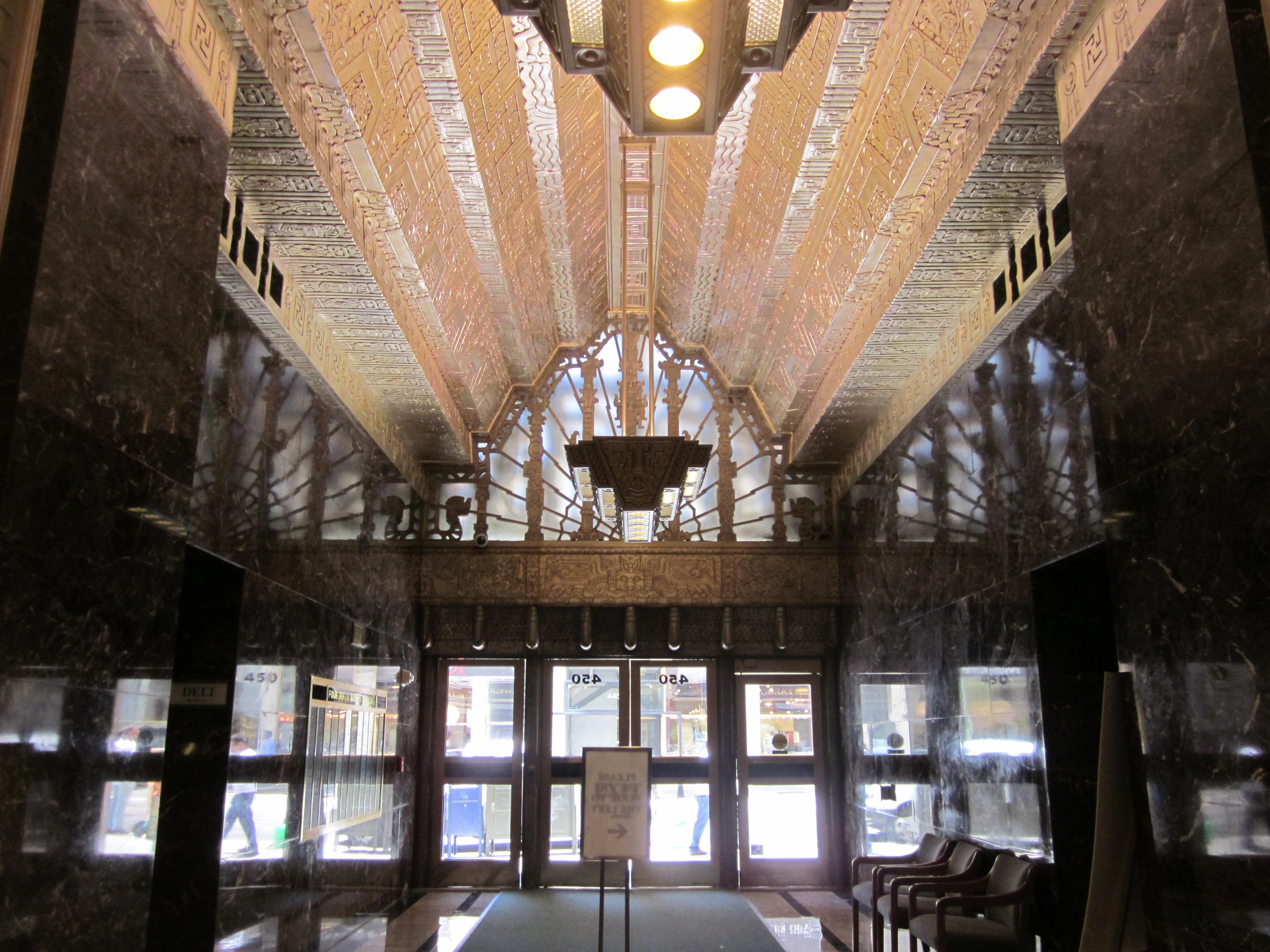
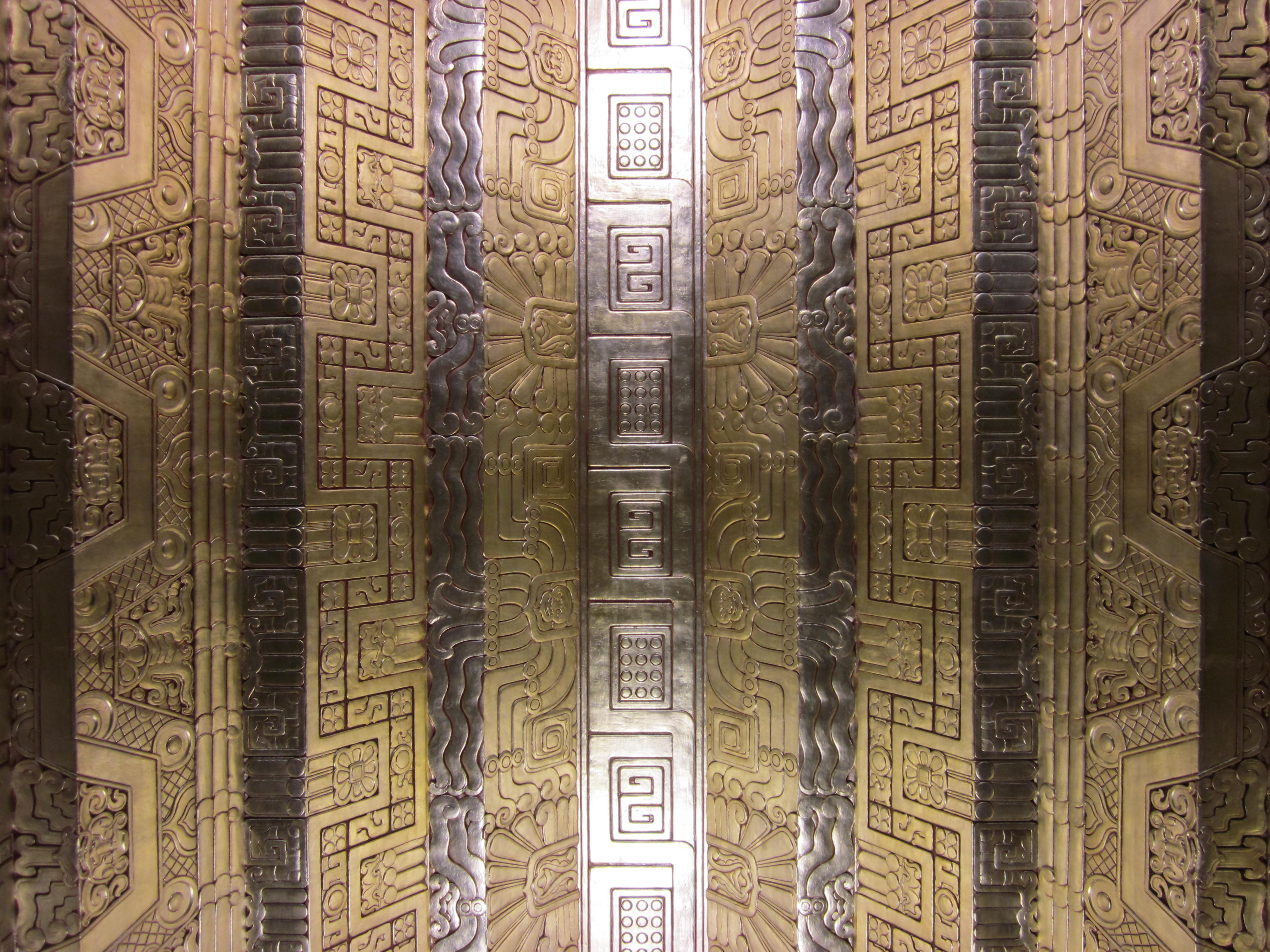
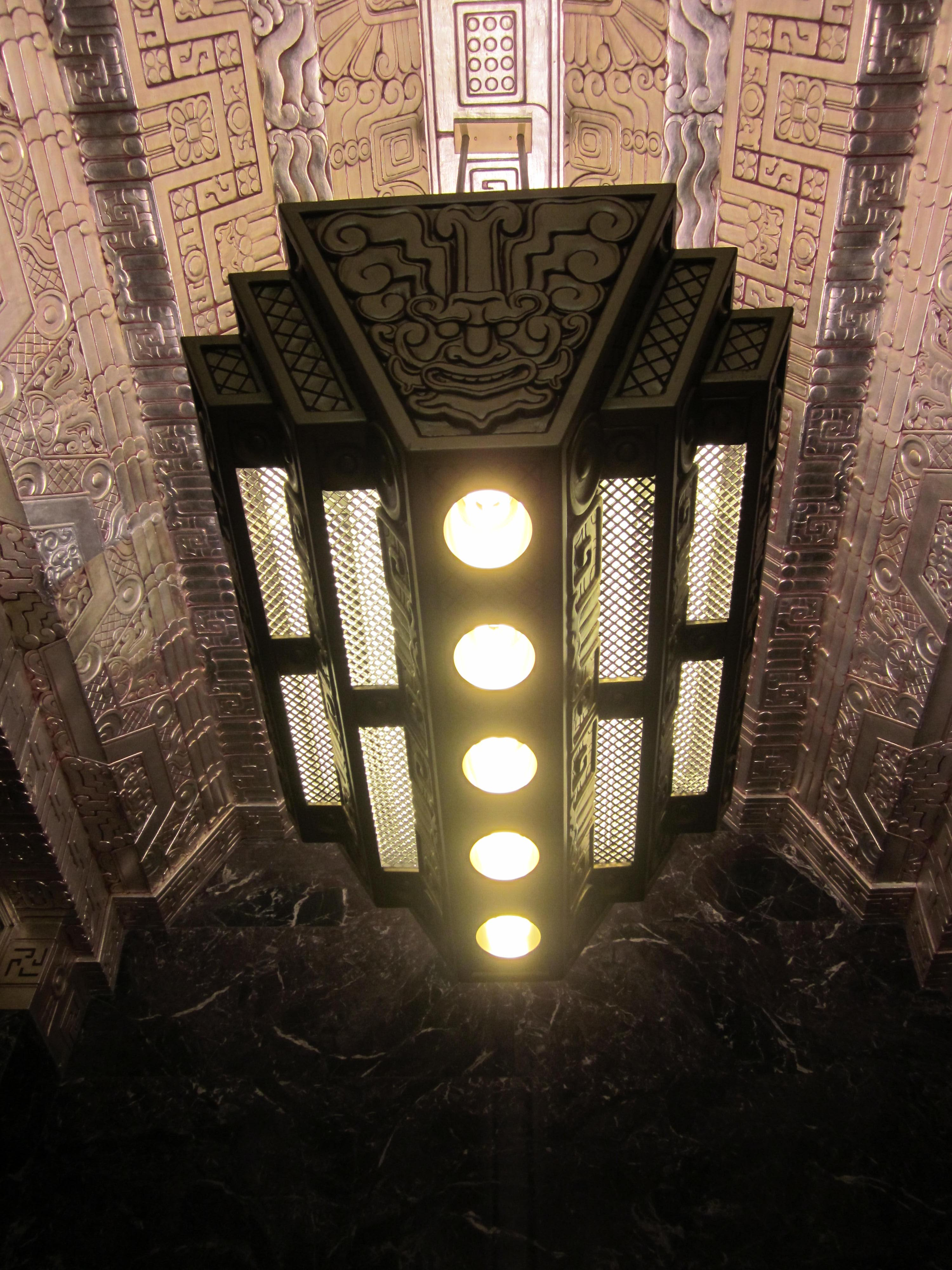